# Obsonville
Obsonville is een gemeente in het Franse departement Seine-et-Marne (regio Île-de-France) en telt 106 inwoners (2009). De plaats maakt deel uit van het arrondissement Fontainebleau.

## Geografie
De oppervlakte van Obsonville bedraagt 7,3 km², de bevolkingsdichtheid is dus 14,5 inwoners per km².
De onderstaande kaart toont de ligging van Obsonville met de belangrijkste infrastructuur en aangrenzende gemeenten.

## Demografie
Onderstaande figuur toont het verloop van het inwonertal (bron: INSEE-tellingen).